# Quatre saisons series『Scenario de la saison –hiver-』
『quatre saisons series『Scenario de la saison –hiver-』』（クアトロ・セゾンズ・シリーズ シナリオ・デ・ラ・セゾン・イベール）は、IKURO（藤原いくろう）のアルバム。2014年1月1日、ビーイングから発売された。

## 解説
「quatre saisons series」シリーズの第二弾。自身作詞・作曲による「ここのえ緑陽中学校校歌 ～輝くみどりの風にのって～」も収録。

## 批評
CDジャーナルは「アルバム・タイトル“hiver(＝冬)”が表わすように、“雪”のさまざまに変化する表情を鮮烈に映し出す」と評した。

## 収録曲
1. Theme of "Scenario de la saison" ～quatro ailes ver.～
2. Gentle snow
3. Last snow
4. Red Snow
5. Dark Snow
滴草由実がゲストボーカルで参加。
6. Winter March feat.OGINO
7. New Year Eve
テレビ東京系「ゴルフの真髄」エンディング・テーマ
8. 紅梅
9. Be My Valentine
10. ここのえ緑陽中学校校歌 ～輝くみどりの風にのって～
2013年に開校した大分県九重町にある当中学校の校歌。
11. Ode to Joy
マーティー・フリードマンがギターで参加。